# Opera na Zamku w Szczecinie
Opera na Zamku w Szczecinie – teatr operowy w Szczecinie otwarty w 1978 roku, będący siedzibą instytucji o tej samej nazwie ulokowany w gmachu Zamku Książąt Pomorskich.

## Historia
Teatr zlokalizowany jest w południowym skrzydle renesansowego Zamku Książąt Pomorskich, które uległo największym zniszczeniom podczas alianckich nalotów dywanowych na Szczecin 17 sierpnia 1944. Pierwotnie planowana koncepcja odbudowy tej części zamku w formach XVI–XVII-wiecznych uległa zmianie, gdy w 1972 roku została podjęta decyzja o przeznaczeniu jej na potrzeby ówczesnego Teatru Muzycznego. Bryłę zrekonstruowano w formie późnogotyckiej, a wnętrza odbudowano w formie współczesnej dostosowanej do pełnienia nowej funkcji.
W latach 2010–2015 miała miejsce przebudowa wnętrz teatru obejmująca przystosowanie go dla potrzeb osób niepełnosprawnych, przebudowę i modernizację sali głównej, odnowienie zaplecza teatru, sal prób oraz pomieszczeń administracyjnych. W najniższej kondygnacji, gdzie powstało zaplecze sanitarne, wyeksponowano fundamenty Zamku, w Galerii Południowej odtworzono renesansowe belkowania stropu, a także poddano konserwacji oraz częściowej rekonstrukcji oryginalne, manierystyczne freski z XVI w. w wieży więziennej. Zmodernizowana sala główna ma widownię z 540 miejscami, zaś sala kameralna – 100 miejsc. Uroczyste otwarcie odbyło się 20 listopada 2015 roku.